# Zele cubiceps
Zele cubiceps är en stekelart som beskrevs av Papp 1997. Zele cubiceps ingår i släktet Zele och familjen bracksteklar. Inga underarter finns listade i Catalogue of Life.